# Весна (предприятие)
ОАО ПКК «Весна» — российская парфюмерно-косметическая компания. Входит в состав инвестиционной финансовой группы ООО ИФГ «Бизнессфера».  Штаб-квартира расположена в посёлке Шмидта города Самары.
Производит моющие средства, стиральные порошки, мыло, зубные пасты.
Компании принадлежат торговые марки: Absolut, «Лесная ягода», «Цветы весны», «Фрутамин», «Акватель», жидких моющих средств («Капля VOX» и «Капля Ультра»), средств по уходу за кожей («Акватель», «Абсолют-Эксперт», «Шоколифтинг», «СПА-Philisophy», «Солнечная линия», «Шангрила» «Формула моря», «Бархатная нежность», «Велюровый шик», «Природный косметолог», «Природный бальзам»), детского крема («Буратино», «Детский», «Дюймовочка») стирального порошка («Апрель»).
ОАО ПКК «Весна» входит в тройку лидеров российского рынка средств личной гигиены и бытовой химии.
Продукция продаётся на территории России и стран СНГ.

## История
Компания основана на базе завода № 377 «Красный химик», который был эвакуирован в город Куйбышев в 1942 году. В годы войны завод выпускал продукцию для фронта и тыла, химически осаждённый мел, известь, зубной порошок, одеколон, мыло. Во второй половине XX века «Куйбышевский парфюмерный комбинат» (после переименования города в 1991 году — «Самарский парфюмерный комбинат») выпускал товары бытовой химии.